# Лев I Макелла
Лев I Макелла, Magnus Thrax, Macelles (лат. Flavius Valerius Leo, грец. Λέων A; близько 401 — 18 січня 474) — імператор Візантії з 457 до 474 року.

## Біографія
Лев народився в Дакії, що належала до провінції Фракія. Зробив військову кар'єру й після смерті Маркіана за допомогою magister militum Аспара отримав титул августа.
7 лютого 457 року сенатори та солдати підтримали цей вибір і підняли його на щиті як імператора, а константинопольський патріарх Анатолій особисто коронував й помазав його на правління.
Аспар і сенатори сподівалися, що будуть за нього керувати імперією, але жорстоко прорахувалися. У 463 році між ними стався серйозний конфлікт. Лев закликав до себе на допомогу ісаврійських федератів і наблизив до себе їхнього полководця — Тарасікодісса Русумвладеста, якому пізніше він дав ім'я Зенона і видав за нього свою дочку Аріадну (від дружини Веріни).

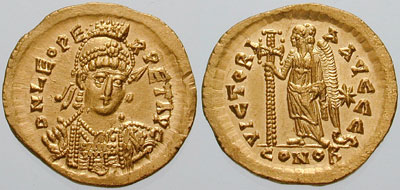
Солідус Лева I (462—473).

Ардавурій, син Аспара через незгоду з Левом, вирішив підпорядкувати собі ісаврійців, бажаючи підірвати міць імператора. Але план його було розкрито і Лев наказав убити Аспара і його синів (466/467). Сам Зенон був призначений полководцем Сходу. Однак піддані Лева недолюблювали Зенона і були налаштовані проти нього. Після смерті Аспара погіршилися стосунки з готами які почали чинити набіги на балканські провінції. Тільки у 473 конфлікт заспокоївся після призначення Страбо magister militum praesentalis та визнанням його королем готів. У Західній Римські Імперії після страти Антемія Прокопія Ріцімером Левом було приведено до влади імператора Юлія Непота. З Сассанідами на сході вдавалося утримувати мир, що давало імперії стабільність.
Лев, помираючи від дизентерії, проголосив імператором свого онука, сина Зенона і Аріадни — Лева II.
Лев I помер 18 січня 474 р.

## Ушанування пам'яті
Можливо на честь нього назване місто Леополіс.

## Канонізація
Християнський Святий. У Православ'ї він канонізований у лику Благовірного. День пам'яті у Православ'ї - 20 січня.